# Pipanacoctomys aureus
Pipanacoctomys aureus é um gênero de roedor da família Octodontidae. É a única espécie do gênero Pipanacoctomys. Endêmica da Argentina, onde é conhecida apenas da localização-tipo: Salar de Pipanaco na província de Catamarca.